# PSZ–90
A PSZ–90 (ПС – Павел Соловёв / PSZ – Pavel Szolovjov) egy Oroszországban kifejlesztett és gyártott turbóventilátoros gázturbinás sugárhajtómű. Az Il–96, Tu–204 és Il–76MF szállító repülőgépeken alkalmazzák. 2006-ban 13 légitársaság 126 repülőgépén üzemeltek PSZ–90 hajtómű különféle változatai. Az első olyan orosz gázturbinás sugárhajtómű, amely 8000 üzemórát képes teljesíteni nagyjavítás nélkül.

## Története
A PSZ–90 a szovjet szállító repülőgépeken alkalmazott, az 1960–1970-es évek technikai színvonalát képviselő gázturbinás sugárhajtóművek leváltására, az új generációs orosz repülőgépeken történő alkalmazásra fejlesztette ki a Permi Motorgyár (az Aviadvigatyel vállalat része). Tervezésénél kiemelt szempont volt a gazdaságosság, a nagy tolóerő elérése és az alacsony zajszint. A hajtómű 1992-ben kapta meg a hatósági bizonyítványát, azóta alkalmazzák repülőgépeken. Élettartama 12 500 üzemóra, a hideg áramkör moduljainál 25 000 óra.

## Szerkezeti kialakítása
A PSZ–90 kéttengelyes kialakítású, nagy kétáramsági fokú gázturbinás sugárhajtómű. A belső tengelyen hajtja a turbóventilátort, a külső csőtengely pedig a kompresszort. A fúvócsöve keverő rendszerű, a hajtómű fúvócsövében még a kilépés előtt összekeveredik a külső hideg áramkör légárama és meleg áramkör égéstermékei. Moduláris felépítésű, 11 db modulból épül fel a hajtómű, amelyek szükség esetén egy egységként cserélhetők. Egyes modulok az üzemeltetés körülményei között is cserélhetők. Autonóm digitális vezérlőberendezéssel van felszerelve. A külső áramkörön sugárfordító van beépítve a sugárfék számára.

## Típusváltozatai

### PSZ–90A
Az alapváltozat, amelyet az Il–96 és Tu–204 szállító repülőgépeknél alkalmaznak. Az első olyan orosz hajtómű, amely üzemanyag-fogyasztás tekintetében versenyképes a modern külföldi hajtóművekkel is. Tolóereje 157 kN.

### PSZ–90–76
Az Il–76 szállító repülőgép számára kifejlesztett változat. Az 1990-es években a légi teherszállítás iránt megnövekedett nemzetközi kereslet népszerűvé tette az Il–76-os gépeket, de az elavult, zajos és nagy fogyasztású Szolovjov D–30KP gázturbinás sugárhajtóművei miatt kevésbé volt versenyképes. E hátrányok kiküszöbölésére tették alkalmassá a PSZ–90 hajtóművet az Il–76-on történő üzemeltetésre. Tolóereje kisebb, mint az alapváltozaté, 142 kN.

### PSZ–90A–1
A PSZ–90A módosított, növelt tolóerejű változata. A módosított égéstér következtében csökkent a károsanyag-kibocsátás, és a hajtómű zajszintjét is mérsékelték. A hajtóművet az Il–96–400T teherszállító, és az Il–96–400M utasszállító repülőgépeken alkalmazzák.

### PSZ–90A–2
A PSZ–90A alapváltozat modernizált, továbbfejlesztett változata. A hajtómű teljesen új motorvezérlő elektronikát kapott. Számos apróbb változtatás következtében az alapváltozatnál gazdaságosabb, kisebb fogyasztású és könnyebb lett. Az üzemeltetési költségei (üzemanyag és karbantartási költségek) 40%-kal kisebbek, mint PSZ–90A üzemeltetési költségei. Zajszintje és szennyezőanyag-kibocsátása a nemzetközi normák alatt vannak. Teljesen csereszabatos a PSZ–90A-val, tolóereje is megegyezik, 157 kN. Az első olyan orosz gázturbinás sugárhajtómű, amely megfelel az ETOPS–180 követelményeinek.

## Műszaki adatok (PSZ–90A)
- Hossz: 4964 mm
- Turbóventilátor átmérője: 1900 mm
- Száraz tömeg: 4160
- Kenőolaj-fogyasztás: kevesebb mint 0,3 kg repült óránként
- Kétáramsági fok: 4,5
- Alkalmazási magasság: 13 100 m
- Tolóerő: 157 kN

## Külső hivatkozások
- A hajtóművet gyártó Aviadvigatyel – Permi Motorgyár honlapja
- Típusismertető a PSZ–90-ről a gyártó honlapján
- ПС–90А – Az Ugolok nyeba repülő-enciklopédia cikke (oroszul)
- ПС–90А2 – Az Ugolok nyeba repülő-enciklopédia cikke (oroszul)
- ПС–90А–76 – Az Ugolok nyeba repülő-enciklopédia cikke (oroszul)
- A legyártott hajtóművek listája (oroszul)